# Bang Young-ung
Bang Young-ung (20 tháng 7 năm 1942 - 31 tháng 8 năm 2022) là một tiểu thuyết gia Hàn Quốc có tác phẩm tập trung khắc họa một cách trìu mến cuộc sống của những người bình thường ở Hàn Quốc đương đại.

## Tiểu sử
Ông sinh ngày 20 tháng 7 năm 1942 tại Yesan, Chungcheong Nam. Ông tốt nghiệp Trường trung học Whimoon và xuất hiện lần đầu với "Câu chuyện của Bullye", được đăng trên tạp chí Sáng tạo và Phê bình (Changjak gwa bipyeong) vào năm 1967.
Ông qua đời ngày 31 tháng 8 năm 2022, hưởng thọ 80 tuổi.

## Hoạt động
Ông ra mắt văn học vào năm 1968 với cuốn tiểu thuyết The Story of Bullye (분례기) cũng đã được dựng thành phim. Các tiểu thuyết sau này bao gồm Moon (달, 1971), Stone Driven In và Stone Pulled Out (박힌 돌 과 뽑힌 돌, 1980), và Keumjo Mountain (금 조산, 1992). Tác phẩm ban đầu của ông tập trung vào cuộc sống nông thôn, nhưng trong những năm 1970, ông chuyển hướng sang thị trấn và thành phố.
Ông giải quyết cuộc sống của tầng lớp trung lưu thấp và tầng lớp lao động Hàn Quốc. Các tác phẩm của ông từ những năm 1960 có xu hướng lấy bối cảnh ở các cộng đồng nông thôn trong khi các tác phẩm từ những năm 1970 có bối cảnh thành thị, nhưng các nhân vật mà họ khắc họa về cơ bản là tương tự nhau: những người có trái tim đơn giản, ngoan cường, những người có thể không chiến thắng, nhưng kiên trì, như những bông hoa dại nồng nàn, cuộc sống đầy những nỗi buồn khôn nguôi và những nghịch cảnh ghê gớm. Đặc biệt, những nhân vật nông thôn mà anh phác họa thường không thể chấp nhận được cuộc sống nào khác ngoài cuộc sống mà họ vẫn luôn biết đến; vì lý do này, họ bị bỏ lại phía sau một cách bi thảm trong một thế giới đang thay đổi nhanh chóng. Một mức độ của chủ nghĩa định mệnh có thể được phát hiện trong “Câu chuyện của Bullye” (Bullyegi, 1967) và Mặt trăng (Dal), nhưng hy vọng nhất định vẫn tồn tại trong tác phẩm của Bang Yeong-ung.

## Tác phẩm bằng tiếng Hàn
Tiểu thuyết
- Câu chuyện về Bullye (1968)
- Stone Driven In and Stone Pulled Out (1992)
- Núi Keumjo (1992)

Truyện ngắn
- Tales of Life (1974)
- Tuyết đầu tiên (1976)

## Giải thưởng
- Giải thưởng văn học Hankook Ilbo (1969)